# ألفرد ن. أبوت
ألفرد ن. أبوت هو سياسي أمريكي، ولد في 2 نوفمبر 1862، وتوفي في 14 سبتمبر 1929. انتخب عضو مجلس نواب إلينوي ‏.